# Turner Cup
Turner Cup – puchar będący przechodnim trofeum w rozgrywkach hokeja na lodzie International Hockey League (IHL) w latach 1945-2001.
W latach 2007 do 2010 przyznawany w przemianowanej United Hockey League (UHL).
Patronem trofeum został Joe Turner (1919-1944), bramkarz pochodzący z Windsor (Ontario), który zginął podczas II wojny światowej na obszarze Belgii służąc w szeregach armii amerykańskiej. 

## Edycje

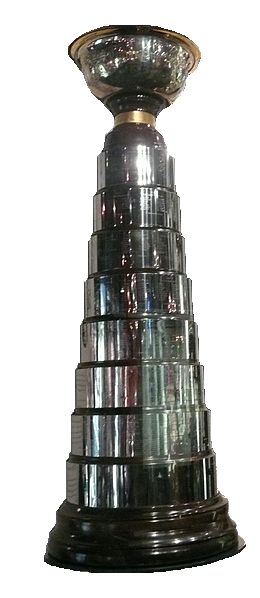
Puchar Turnera

| Sezon   | Triumfator                | Finalista                  | Wynik |
| ------- | ------------------------- | -------------------------- | ----- |
| 1945-46 | Detroit Auto Club         | Detroit Bright's Goodyears | 2-1   |
| 1946-47 | Windsor Spitfires         | Detroit Bright's Goodyears | 3-0   |
| 1947-48 | Toledo Mercurys           | Windsor Hettche Spitfires  | 4-1   |
| 1948-49 | Windsor Hettche Spitfires | Toledo Mercurys            | 4-3   |
| 1949-50 | Chatham Maroons           | Sarnia Sailors             | 4-3   |
| 1950-51 | Toledo Mercurys           | Grand Rapids Rockets       | 4-1   |
| 1951-52 | Toledo Mercurys           | Grand Rapids Rockets       | 4-2   |
| 1952-53 | Cincinnati Mohawks        | Grand Rapids Rockets       | 4-0   |
| 1953-54 | Cincinnati Mohawks        | Johnstown Jets             | 4-2   |
| 1954-55 | Cincinnati Mohawks        | Troy Bruins                | 4-3   |
| 1955-56 | Cincinnati Mohawks        | Toledo-Marion Mercurys     | 4-0   |
| 1956-57 | Cincinnati Mohawks        | Indianapolis Chiefs        | 3-0   |
| 1957-58 | Indianapolis Chiefs       | Louisville Rebels          | 4-3   |
| 1958-59 | Louisville Rebels         | Fort Wayne Komets          | 4-2   |
| 1959-60 | St. Paul Saints           | Fort Wayne Komets          | 4-3   |
| 1960-61 | St. Paul Saints           | Muskegon Zephyrs           | 4-1   |
| 1961-62 | Muskegon Zephyrs          | St. Paul Saints            | 4-0   |
| 1962-63 | Fort Wayne Komets         | Minneapolis Millers        | 4-1   |
| 1963-64 | Toledo Blades             | Fort Wayne Komets          | 4-2   |
| 1964-65 | Fort Wayne Komets         | Des Moines Oak Leafs       | 4-2   |
| 1965-66 | Port Huron Flags          | Dayton Gems                | 4-1   |
| 1966-67 | Toledo Blades             | Fort Wayne Komets          | 4-2   |
| 1967-68 | Muskegon Mohawks          | Dayton Gems                | 4-1   |
| 1968-69 | Dayton Gems               | Muskegon Mohawks           | 3-0   |
| 1969-70 | Dayton Gems               | Port Huron Flags           | 4-3   |
| 1970-71 | Port Huron Flags          | Des Moines Oak Leafs       | 4-2   |
| 1971-72 | Port Huron Wings          | Muskegon Mohawks           | 4-2   |
| 1972-73 | Fort Wayne Komets         | Port Huron Wings           | 4-2   |
| 1973-74 | Des Moines Capitols       | Saginaw Gears              | 4-2   |
| 1974-75 | Toledo Goaldiggers        | Saginaw Gears              | 4-3   |
| 1975-76 | Dayton Gems               | Port Huron Flags           | 4-0   |
| 1976-77 | Saginaw Gears             | Toledo Goaldiggers         | 4-3   |
| 1977-78 | Toledo Goaldiggers        | Port Huron Flags           | 4-3   |
| 1978-79 | Kalamazoo Wings           | Grand Rapids Owls          | 4-3   |
| 1979-80 | Kalamazoo Wings           | Fort Wayne Komets          | 4-2   |
| 1980-81 | Saginaw Gears             | Kalamazoo Wings            | 4-0   |
| 1981-82 | Toledo Goaldiggers        | Saginaw Gears              | 4-1   |
| 1982-83 | Toledo Goaldiggers        | Milwaukee Admirals         | 4-2   |
| 1983-84 | Flint Generals            | Toledo Goaldiggers         | 4-0   |
| 1984-85 | Peoria Rivermen           | Muskegon Lumberjacks       | 4-3   |
| 1985-86 | Muskegon Lumberjacks      | Fort Wayne Komets          | 4-0   |
| 1986-87 | Salt Lake Golden Eagles   | Muskegon Lumberjacks       | 4-2   |
| 1987-88 | Salt Lake Golden Eagles   | Flint Spirits              | 4-2   |
| 1988-89 | Muskegon Lumberjacks      | Salt Lake Golden Eagles    | 4-1   |
| 1989-90 | Indianapolis Ice          | Muskegon Lumberjacks       | 4-0   |
| 1990-91 | Peoria Rivermen           | Fort Wayne Komets          | 4-2   |
| 1991-92 | Kansas City Blades        | Muskegon Lumberjacks       | 4-0   |
| 1992-93 | Fort Wayne Komets         | San Diego Gulls            | 4-0   |
| 1993-94 | Atlanta Knights           | Fort Wayne Komets          | 4-2   |
| 1994-95 | Denver Grizzlies          | Kansas City Blades         | 4-0   |
| 1995-96 | Utah Grizzlies            | Orlando Solar Bears        | 4-0   |
| 1996-97 | Detroit Vipers            | Long Beach Ice Dogs        | 4-2   |
| 1997-98 | Chicago Wolves            | Detroit Vipers             | 4-3   |
| 1998-99 | Houston Aeros             | Orlando Solar Bears        | 4-3   |
| 1999-00 | Chicago Wolves            | Grand Rapids Griffins      | 4-2   |
| 2000-01 | Orlando Solar Bears       | Chicago Wolves             | 4-1   |
| 2007-08 | Fort Wayne Komets         | Port Huron Icehawks        | 4-3   |
| 2008-09 | Fort Wayne Komets         | Muskegon Lumberjacks       | 4-1   |
| 2009-10 | Fort Wayne Komets         | Flint Generals             | 4-1   |